# Culinária do Mediterrâneo
Ver também: Dieta mediterrânica

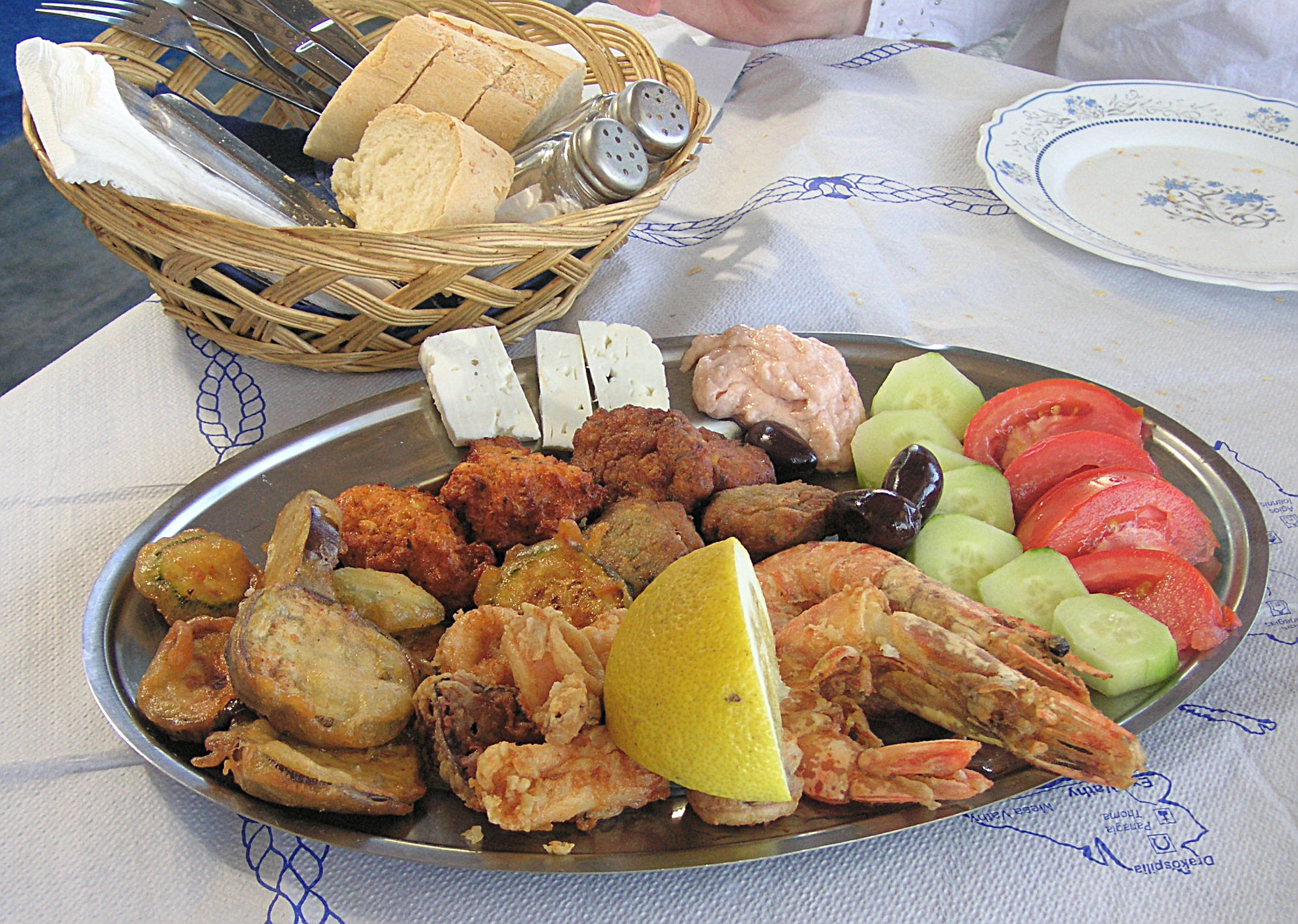
Pikilia da Grécia

As terras que se encontram ao redor do Mediterrâneo partilham uma longa história, em que intervieram vários povos, e um  muito especial, o que permite que exista uma culinária mediterrânica bem rica. Típicos desta região são também as oliveiras, os citrinos e uma enorme variedade de erva aromática, que dão cor e sabor especiais a esta culinária.
No início de dezembro de 2013, a dieta mediterrânica foi aprovada pela UNESCO como Património Imaterial da Humanidade, no decorrer da 8.ª sessão do comité intergovernamental da organização, que decorria em Baku, capital do Azerbeijão.

## O trigo, base da alimentação

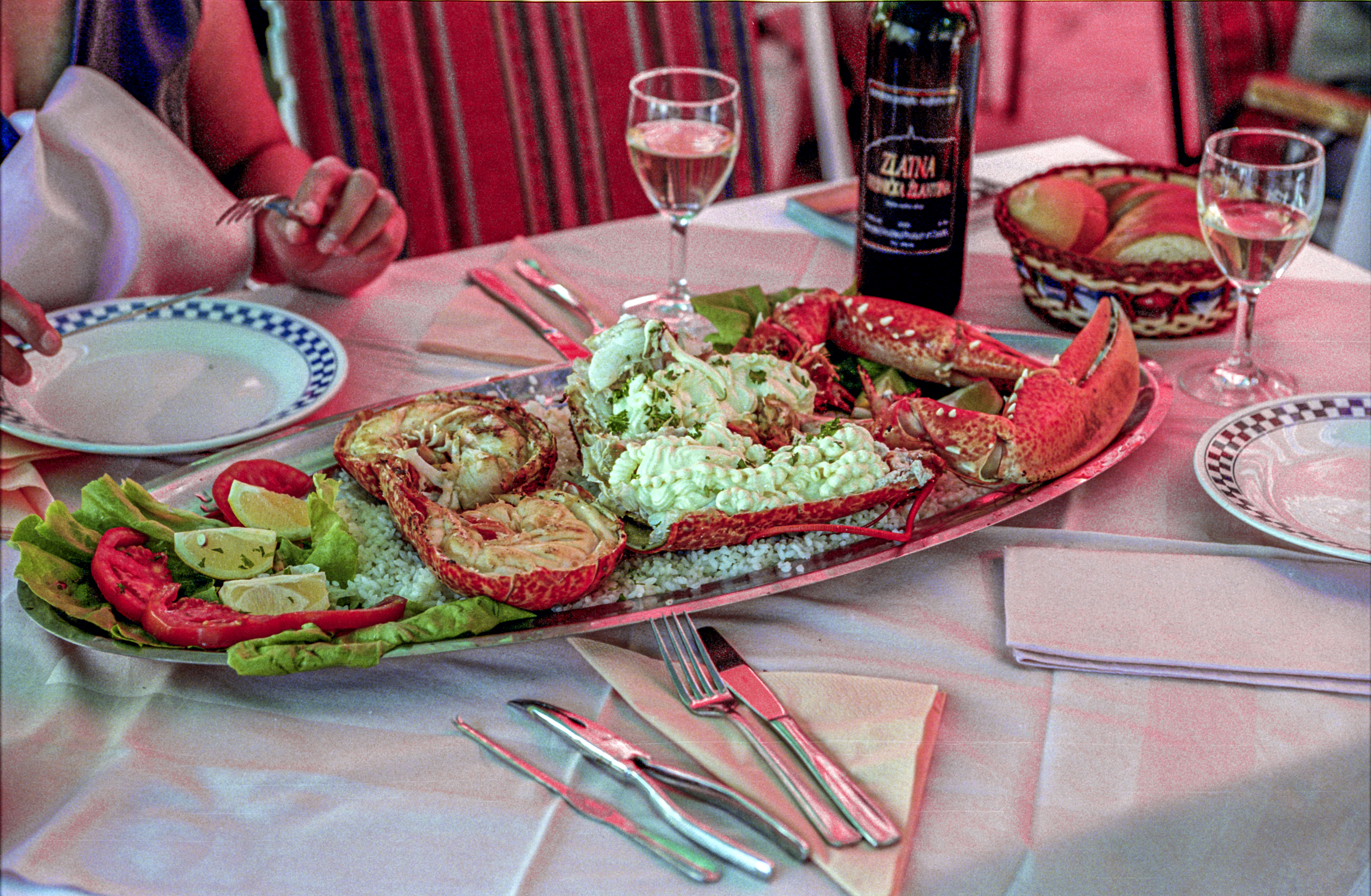
Refeição mediterrânica na Dalmácia, Croácia.

Pode dizer-se que a base da alimentação nos países mediterrânicos é o trigo em suas várias formas. O pão ou khubz, em todos os países do norte da África e no Levante, é de preferência achatado e pode ser usado como um “envelope” dentro do qual se coloca algum recheio – o famoso pão pita – provavelmente derivado do pão ázimo dos judeus, mas este com massa fermentada. Na parte europeia do Mediterrâneo, em geral prefere-se pão com algum volume, que se corta em fatias ou pequenos pedaços para consumir; no entanto, a pizza típica de Itália é provavelmente uma forma de pão achatado.
Outra forma de consumir o trigo é na forma de massas alimentícias, como o spaghetti e seus “parentes” na parte europeia do Mediterrâneo, o cuscus do norte de África, mas amplamente adotado na França, e o triguilho, base de vários pratos. Na Etiópia e norte do Sudão, o “pão” é mais parecido com o roti indiano, um crepe de massa de trigo (ou teff) fermentada, cozido no vapor, chamado injera (em amárico).
Ainda outra maneira de utilizar a farinha – ou a sêmola – é em doces e bolos que quase sempre se encontram na mesa dos povos desta região, pelo menos ao fim da refeição.

## Os legumes e frutos
Devido ao seu clima ameno, a bacia mediterrânica é extremamente rica em variedades de plantas indígenas, com sabores e cores muito variadas, que os povos que ali vivem aprenderam a utilizar criativamente na sua alimentação. Os citrinos, as azeitonas e as uvas, por exemplo, são frutas típicas desta região, assim como várias ervas aromáticas como a salsa, a hortelã e muitas outras.
A forma mais simples e, apesar disso, muito nutritiva e permitindo grandes variações, de consumir legumes e frutos é a salada, que estes povos transformaram numa arte. Desde a simples salada grega de pepino com iogurte até às elaboradas saladas francesas e italianas com vários tipos de verduras, queijos e nozes, temperadas com azeites e vinagres aromatizados, as saladas são provavelmente o alimento mais importante no verão, mas servidas quase sempre para contrastarem com o sabor mais carregado de especiarias de outros pratos.
A outra forma básica que os povos do Mediterrâneo provavelmente inventaram e espalharam pelo mundo é o refogado, base dos guisados, feijoadas e outros pratos e que consiste simplesmente cebola e tomate, fritos em azeite ou outra gordura e geralmente aromatizado com alho e outras ervas aromáticas.
Os legumes recheados e assados no forno ou na brasa são outra especialidade desta região. Principalmente os tomates e pimento aceitam uma grande variedade de recheios, desde ovos a carne e peixe. Típicas da Grécia são as folhas de videira recheadas e cozidas, enquanto que os lombardos recheados com salsicha são um reflexo da influência das culturas da Europa central nesta região.

## Os grelhados
Embora seja provavelmente a forma mais antiga de cozinhar, os grelhados nos países ribeirinhos do Mediterrâneo atingiram formas de requinte, principalmente na preparação dos ingredientes antes de irem ao fogo, que não se podem comparar com o churrasco americano. Aqui, a carne e o peixe são frequentemente marinados durante várias horas para adquirirem o paladar dos temperos; uma forma típica de assar carne nesta região, são os quebabs ou espetadas, por vezes feitas com carnes moídas e temperadas.
Uma importante excepção a esta regra é a tradição portuguesa da sardinha assada, em que o peixe nem sequer é limpo e é muitas vezes acompanhado com batatas cozidas e pimentos assados, igualmente sem qualquer preparação prévia.